# 赫尔曼-德布鲁站
赫尔曼-德布鲁站（Herrmann-Debroux）是布鲁塞尔地铁5号线的东端终点站，位于比利时布鲁塞尔首都大区奥德海姆。

## 名称
该站位于以奥德海姆市长卡尔·赫尔曼-德布鲁命名的赫尔曼-德布鲁大道下方，因而得名。